# آکادمی نظامی جمهوری چین
آکادمی نظامی جمهوری چین (انگلیسی: Republic of China Military Academy) دانشگاه نظامی وابسته به نیروهای مسلح جمهوری چین است، که در سال ۱۹۲۴ تأسیس شد.